# Conchobhar mac Toirdhealbaig Ó Briain
Conchobhar mac Toirdhealbaig Ó Briain (mort en 1539) est l'avant-dernier roi de Thomond de 1528 à 1539.

## Biographie
Conchobar anglicisé en Connor est l'aîné des fils survivant de  Toirdhealbhach mac Tadhg  (anglais Turlogh Donn) devenu roi de Thomond en 1498 et petit-fils de  Teige-an-Chomhaid († 1466), et de Raghnait, fille de John MacNamara chef du clan McNamara,.
En 1528, à la mort de son père  Connor devient roi de Thomond et règne pendant 12 ans avant de mourir en 1539. Son fils ainé Donough est encore mineur à la mort de son père et le frère de Connor  Murchadh Carrach ou  Murrough obtient des États le titre de « Roi de Thomond » en vertu de la tanistrie et de l'élection populaire par lequel le domaine et le titre devaient revenir à titre viager à l'homme le plus âgé et le plus digne par le sang et la noblesse de succéder à celui qui est mort en dernier.
Les deux partis font appel au roi Henri VIII qui accepte que Murrough devienne en 1543 le 1er comte de Thomond jusqu'à sa mort où le titre reviendra à Donough, à la condition que tous deux reconnaissent Henri comme leur légitime seigneur, qu'ils abandonnent leur prétention au titre de Roi de Thomond et qu'ils acceptent de professer l'anglicanisme. L'accord est conclu et à la mort de Murrough en 1551 le titre revient à Donough. Toutefois à la mort de Donough en 1553, les droits de son fils et héritier Connor, son titre et ses domaines sont revendiqués par Donnell, son oncle paternel, qui est reconnu comme « O'Brien » et chef du Dál gCais. Donnell fait appel à la reine Marie une catholique romaine afin de confirmer son usurpation. Après de nombreuses années de conflit familial et civil Connor obtient la confirmation de la situation de ses domaines à la fin de la décennie 1570 pendant le règne de la reine Élisabeth.

## Union et postérité
Connor épouse Anabella, fille cadette de Ulick III Ruaidh Burke, (le Rouge) seigneur de Clanricard. Ils sont deux enfants,.
- Donough, son héritier ;
- Sir Donnell, shérif du comté de Clare ;

La seconde épouse de Connor fut Ellice, fille de Maurice Baccagh, comte de Desmond. Ils ont quatre fils : 
- Turlogh (Toirdhealbhach), († 1551) prend possession de la seigneurie d'Ibrackan, et meurt peu après, il a deux fils qui meurent sans postérité ;
- Teige (Tadhg), († 1582) tanaiste, seigneur d'Ibrackan après la mort de son frère, jusqu'à ce qu'il en soit expulsé avec son demi-frère Donnell. Son héritage comprenait Ballynocorick, il donne naissance à la famille de ce nom.
- Murrough (Murchadh) de Cahironenane († 1591), dont le fils Dermod meurt jeune ;
- Mortogh (Muircheartach) de Dromtyne, († 1593) dont les deux fils de laissent pas de descendants.

## Source de la traduction
- (en) Cet article est partiellement ou en totalité issu de l’article de Wikipédia en anglais intitulé « Conchobhar mac Toirdhealbaig Ó Briain » (voir la liste des auteurs).